# グナエウス・コルネリウス・レントゥルス・マルケッリヌス
グナエウス・コルネリウス・レントゥルス・マルケッリヌス（ラテン語: Gnaeus Cornelius Lentulus Marcellinus、紀元前105年ごろ - 没年不明）は紀元前1世紀初期・中期の共和政ローマの政治家・軍人。紀元前56年に執政官（コンスル）を務めた。

## 出自
レントゥルス・マルケッリヌスの実の祖父は、マルクス・クラウディウス・マルケッルスで、同盟市戦争中にルキウス・ユリウス・カエサル （紀元前90年執政官）の下でレガトゥス（副司令官）を務めた。その次男は、パトリキ（貴族）のコルネリウス氏族 レントゥルス家に養子に入り、プブリウス・コルネリウス・レントゥルス・マルケッリヌスと名乗ったが、身分はプレブス（平民）のままであった。彼がレントゥルス・マルケッリヌスの父であるが、政治家としては造幣官で終わった。父プブリウスの妻はプブリウス・コルネリウス・スキピオ・ナシカ・セラピオ（紀元前111年執政官）の娘コルネリアで、母系を辿るとクィントゥス・カエキリウス・メテッルス・マケドニクスの孫、スキピオ・アフリカヌスの玄孫にあたる。
プブリウスとコルネリアには二人の息子がいた。長男プブリウスは紀元前74年にプラエトル（法務官を務めた）。本記事のグナエウスは次男である。

## 経歴
マルケッリヌスは紀元前105年ごろに生まれた。紀元前84年ごろに造幣三人官を務め、政治の道を歩み始めた。紀元前74年にクァエストル（財務官）に就任（兄も同じ年に財務官を務めたと思われる）、再び貨幣鋳造を担当した。マルケッリヌスは第二次ポエニ戦争でローマの剣と呼ばれ、シチリア島のシュラクサイを征服したマルクス・クラウディウス・マルケッルスの子孫であることから、シキリア属州の人々のパトロヌスであった。このため、紀元前70年に前シキリア総督ガイウス・ウェッレスが権力乱用で告訴されたときには、原告側を支持した。
紀元前67年、マルケッリヌスはポンペイウス隷下のレガトゥス（副司令官）として、地中海での大規模な海賊討伐に加わった。マルケッリヌスはアフリカ沿岸の海賊の脅威を取り除き、これに感謝したキュレネの市民は、アポローン神殿に彼の像を置いた。紀元前61年、マルケッリヌスは他のノビレス（新貴族）たちと共に、ボナ・デアでの行動が「神への冒瀆」であるとして、プブリウス・クロディウス・プルケルを告訴した。紀元前60年にはプラエトル（法務官）に就任した。
法務官任期完了後、紀元前59年から紀元前58年までの2年間、マルケッリヌスはシリア属州総督を務めた。前総督ルキウス・マルキウス・ピリップス同様に、マルケッリヌスもアラブ人の攻撃を防ぐためにその任期を費やした。ローマに戻るとマルケッリヌスは執政官選挙に立候補し、紀元前56年の執政官に当選した。同僚執政官はシリア総督の前任者であったピリップスであった。執政官就任直前の紀元前57年12月、マルケッリヌスは元老院において、ポンペイウスが不在の間にカンパニアの土地問題を議論するべきではないと述べている。
同僚のピリップスとは異なり、マルケッリヌスは当時大きな権力を有していた三頭政治（ポンペイウス、クラッスス、カエサル）と対立した。執政官就任前にも、マルケッリヌスは三頭政治の操り人形とも言えるプブリウス・クロディウス・プルケルと対立していた。彼はクロディウスは裁判にかけられるべきとし、クロディウスによって破壊されてリーベルタース神殿が建立されていたパラティヌスのキケロの家を、本人に返却することを提案した。この法案は承認されたが、護民官のセクストゥス・アッティリウス・セラッヌスが拒否権を発動した。
マルケッリヌスは、ローマに亡命していたエジプトの前ファラオ、プトレマイオス12世の処遇に関する議論に積極的に参加した。三頭政治はポンペイウスを軍と共にエジプトに派遣し、プトレマイオス12世を復位させることを提案した。一方でマルケッリヌスは外交的な解決を求めたが、これはポンペイウスに対する明確な反対であった。後にマルケッリヌスは、翌年の執政官に立候補したポンペイウスとクラッススに公然と抗議したが、これは何の結果ももたらさず、二人は当選した。
執政官任期満了後のマルケッリヌスに関する記録はない。おそらく三頭政治との政争に敗れて政治活動を放棄せざるを得なくなったのだろう。あるいは任期満了直後に死去したのかもしれない。キケロが残した文書のおかげで、マルケッリヌスが神祇官（ポンティフェクス）の一人であったことが分かる。

## 家族
歴史学者は、紀元前48年のクァエストル（財務官）プブリウス・コルネリウス・マルケッリヌスは息子であると考えている。おそらくマルケッリヌスには他にも息子がいたのであろう。アウグストゥスの妻であるスクリボニアは、アウグストゥスと結婚する前に二人の執政官経験者と結婚歴があり、その息子の名前がコルネリウス・マルケッリヌスであることから、スクリボニアの最初の夫はマルケッリヌスであるとした歴史学者もいる。しかしは、マルケッリヌスの妻はファビウス氏族の女性であり、その息子ルキウスがスクリボニアと結婚したと考える方が妥当とする説もある。

## 知的活動
キケロはクィントゥス・ホルテンシウス・ホルタルスと同時代の弁論家の一人としてマルケッリヌスを挙げている。マルケッリヌスは「常に雄弁で、執政官の時には非常に雄弁な弁論家であることを示した。また考えるのが早く、語彙も豊富で、よく通る声の持ち主で機知にも富んでいた」と述べている。

## 参考資料

### 古代の資料
- ルキウス・アンナエウス・フロルス『700年全戦役略記』
- アッピアノス『ローマ史』
- ウァレリウス・マクシムス『有名言行録』
- マルクス・トゥッリウス・キケロ『ブルトゥス』
- マルクス・トゥッリウス・キケロ『アッティクス宛書簡集』
- マルクス・トゥッリウス・キケロ『弟クィントゥス宛書簡集』
- マルクス・トゥッリウス・キケロ『ハルスペクスの応答について』

### 研究書
- Broughton R. Magistrates of the Roman Republic. - New York, 1952. - Vol. II. - P. 558.
- Münzer F. Cornelii Lentuli // Paulys Realencyclopädie der classischen Altertumswissenschaft . - 1900. - Bd. Vii. - Kol. 1355-1357.
- Münzer F. Cornelius 227 // Paulys Realencyclopädie der classischen Altertumswissenschaft . - 1900. - Bd. Vii. - Kol. 1388.
- Münzer F. Cornelius 228 // Paulys Realencyclopädie der classischen Altertumswissenschaft . - 1900. - Bd. Vii. - Kol. 1389-1390.
- Münzer F. Cornelius 411 // Paulys Realencyclopädie der classischen Altertumswissenschaft . - 1900. - Bd. Vii. - Kol. 1595-1596.
- Sumner G. Orators in Cicero's Brutus: prosopography and chronology. - Toronto: University of Toronto Press, 1973 .-- 197 p. - ISBN 9780802052810.